# Xyloband
Ein Xyloband ist ein Armband, das LEDs und Funkempfänger enthält. Die Lichter im Armband können von einer Software fernkontrolliert werden, die Signale zum Armband sendet und es so zum Aufleuchten oder Blinken bringt. Die RGB-Version hat ein weißes Band und kann jede Farbe auf dem Farbspektrum anzeigen. Die einfarbige Version gibt es in grün, blau, gelb, rot, pink und weiß. Xylobands wurden im größeren Rahmen zum ersten Mal bei der Mylo Xyloto Tour der Band Coldplay im Jahr 2012 benutzt. Jeder Zuschauer bekam dort ein Xyloband, welches während des Konzerts im Takt der Musik blinkte.
Jason Regler, der Erfinder der Armbänder, gab an, dass ihm die Idee bei einem Coldplay-Konzert während des Liedes Fix You kam.

## Technologie
Die Armbänder selbst bestehen aus einem dicken Stoff, in den LEDs eingearbeitet sind. Ein Funkempfänger ist in einem Plastikgehäuse im Band eingebaut und bekommt kabellose Signale von einem Controller. Diese Signale werden entweder von einem handgehaltenen Controller ähnlich einer TV-Fernbedienung (Reichweite = 250 m) oder einem Controller auf einem Laptop mit einem Funksender (Reichweite = bis zu 900 m) ausgesendet. Der Bediener des Controllers oder der Software kann alle Armbänder oder nur die mit bestimmten Farben programmieren, in bestimmten Momenten zu flackern.
Die Armbänder sind nicht dazu gedacht, außerhalb des Veranstaltungsortes weiterzuleuchten.

## Coldplay

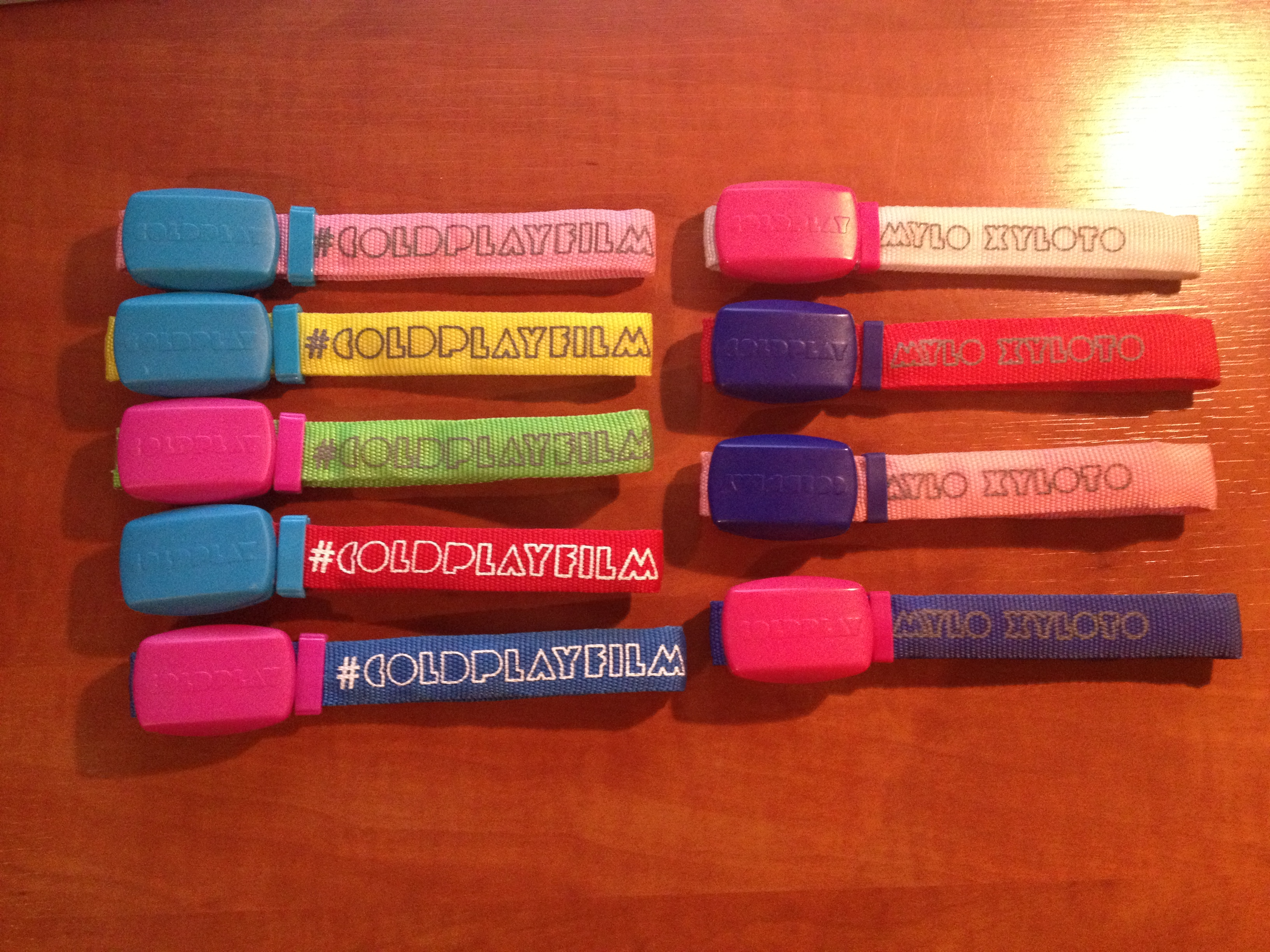
Xylobands

Jeder Zuschauer bekam bei Coldplays Mylo Xyloto-Tour im Jahr 2012 eines der einfarbigen Bänder. Während der Musik blinkten die Bänder und erzeugten eine farbenfrohe Lichtshow. Die Washington Post beschrieb diese als „Psychedelikatesse von sich bewegenden, vielfarbigen Lichtern“. Auch im Musikvideo zum Lied „Charlie Brown“ benutzt Coldplay Xylobands.
Im August 2015 wurde ein Video auf dem offiziellen YouTube-Account der Xylobands hochgeladen, auf dem man erkennen konnte, dass diese nun ihre Farben wechseln konnten. Coldplay benutzten diese neue RGB-Art der Xylobands auf ihrer Tour zum Album A Head Full of Dreams, unter anderem auch bei ihrer Performance auf dem Glastonbury Festival 2016.

## Weitere Verwendungen
Xylobands wurden auch von Cisco Systems bei ihrem Cisco Live Event in London 2013 benutzt. Die Bänder wurden an die Teilnehmer gegeben, um sie während einer Keynote-Präsentation zu tragen. Auch am letzten Tag der Konferenz wurden die Armbänder bei einer Party ausgeteilt. Man kann sie auf YouTube-Videos der Konferenz sehen.
Im Jahr 2013 und 2015 benutzten die Chicago Blackhawks Xylobands, um ihre Gewinne des Stanley Cup zu feiern.
Im Oktober 2014 wurde jedem Fan beim Spiel der New York Knicks gegen die Chicago Bulls ein Band gegeben, das während einer Rahmenperformance der Blue Man Group aufleuchtete.
Taylor Swift setzt Xylobänder auf ihrer Konzert-Stadiontournee The Eras Tour ein.